# Albert Boucher
Pour les articles homonymes, voir Boucher.
Albert Boucher, né le 13 novembre 1888 à Montbert en Loire-Atlantique et mort le 2 mars 1965, est un homme politique français.

## Détail des fonctions et des mandats
Mandat parlementaire
- 26 avril 1959 - 2 mars 1965 : Sénateur de la Loire-Atlantique